# 35.º Prêmio Angelo Agostini
O 35.º Prêmio Angelo Agostini (também chamado Troféu Angelo Agostini) foi um evento organizado pela Associação dos Quadrinhistas e Caricaturistas do Estado de São Paulo (ACQ-ESP) com o propósito de premiar os melhores lançamentos brasileiros de quadrinhos de 2018 em diferentes categorias.

## História
Este ano, pela primeira vez o Prêmio Angelo Agostini teve uma relação de indicados em cada categoria. Até o ano anterior, a cédula de votação não trazia indicação de nomes, cabendo a cada votante escrever seu escolhido. Contudo, mesmo tendo uma lista de indicados, o votante ainda teve a possibilidade escolher um artista ou obra que não estivesse na lista. A comissão organizadora do prêmio convidou diversos profissionais da área para a seleção dos indicados: André Carim, Alexandre Silva, Bira Dantas, Circuito Catarinense de Quadrinhos (Bruno Flesch e José Mathias), Dani Marino, Denilson Reis, Fabio Tatsubô, Flávio Mota, Gazy Andraus, Henrique Heo, Marco Cortêz, Marcos Venceslau, Paula Yuri, Raphael Fernandes, Renato Lebeau, Santos Comics Expo (Renatinho Santos e Fábio Ribeiro) e Thina Curtis.
Os dez indicados de cada categoria foram divulgados em 21 de junho no blog oficial da ACQ-SP, já iniciando no mesmo dia a votação popular, que ocorreu até 19 de julho. A votação foi aberta a qualquer pessoa, sendo a única exigência possuir uma conta de algum serviço Google, com limite de um voto por e-mail, já que o formulário de votação foi feito dentro do sistema do Google Formulários. O resultado da votação foi divulgado no dia 21 de julho.
Nesta edição, a categoria Mestre do Quadrinho Nacional voltou a ser votada pelo público após ser de escolha exclusiva da comissão organizadora nas duas edições anteriores. Foram três artistas selecionados, embora cada votante pudesse escolher apenas um nome. Também estreou a categoria de "melhor colorista", que só havia sido laureada em 2003 e 2004, dentro da categoria "melhor arte-técnica" (que também englobava letristas), e em 2005 com o Prêmio Especial Hermes Tadeu (exclusivo para coloristas). Por fim, a categoria "melhor cartunista" passou a se chamar "melhor cartunista/caricaturista", ampliando seu escopo original.
A cerimônia de entrega de troféus foi realizada no dia 3 de agosto de 2019 na Biblioteca Latino-Americana Victor Civita. O evento contou com a exposição Latino-América Independente, vendas de quadrinhos, caricaturas ao vivo, palestras e bate-papo sobre quadrinhos.

## Prêmios
| Categoria                    | Vencedor(es) | Outros indicados |
| ---------------------------- | --- | --- |
| Mestre do quadrinho nacional | Ciça Pinto | - Aparecido Norberto - Edgar Vasques - José Márcio Nicolosi - José Wilson Magalhães - Luiz Iório - Paulo José - Santiago |
| Mestre do quadrinho nacional | Marcelo Campos | - Aparecido Norberto - Edgar Vasques - José Márcio Nicolosi - José Wilson Magalhães - Luiz Iório - Paulo José - Santiago |
| Mestre do quadrinho nacional | Octavio Cariello | - Aparecido Norberto - Edgar Vasques - José Márcio Nicolosi - José Wilson Magalhães - Luiz Iório - Paulo José - Santiago |
| Desenhista                   | Mauro Fodra Desafiadores do Destino | - Abel (Necromorfus) - Chairim Arrais (Red +18) - Eder Santos (Ecos Humanos) - Flávia Borges (Maré Alta) - Germana Viana (Gibi de Menininha) - Julio Shimamoto (Cidade de Sangue) - Kiko Garcia (Catacumba Fobia) - Pedro Mauro (Legado) - Talessa Kuguimiya (Cinco Vermelhos) |
| Roteirista                   | Rafael Calça Jeremias: Pele | - Ana Carolina Recalde Gomes (Gibi de Menininha) - Felipe Cagno (Adagio) - Felipe Folgosi (Um Outro Dia) - Larissa Palmieri (Gynoide) - Laudo Ferreira Jr. (Santo Sangue) - Marcello Fontana (Trovões no Rio Negro) - Marcio Junior (Cidade de Sangue) - Renata Nolasco (Só Ana) - Sergio Chaves (O Vazio que nos Completa) |
| Lançamento                   | Gibi de Menininha Germana Viana, Renata CB Lzz, Roberta Cirne, Camila Suzuki, Mari Santtos, Clarice França, Katia Schittine, Fabiana Signorini, Milena Azevedo, Carol Pimentel, Ana Recalde, Talessa K e Camila Torrano (Zarabatana) | - A Revolução dos Bichos (Odyr / Cia. das Letras) - Ânsia Eterna (Verônica Berta / SESI-SP) - Cidade de Sangue (Julio Shimamoto e Márcio Jr. / MMarte) - Jeremias: Pele (Rafael Calça e Jefferson Costa / Panini) - O Idiota (André Diniz / Cia. das Letras) - O Santo Sangue (Marcel Bartholo e Laudo Ferreira Jr. / Jupati) - Periferia Cyberpunk (vários autores / Draco) - Quando Você Foi Embora (Ana Cardoso / Balão) - Tate Rei: Revolta em Paty (Eduardo Vetillo / Palavras Projetos Editoriais) |
| Troféu Jayme Cortez          | Exposição Quadrinhos MIS / Ivan Freitas da Costa | - 5ª Jornadas Internacionais de Histórias em Quadrinhos (ECA-USP) - Aniversário 26 anos Gibiteca de Santos - Dia do Quadrinho Nacional (Biblioteca Zink, Campinas) - Documentário Fanzine Tchê 30 Anos de Resistência - Fanzinada (Santo André) - Festival Guia dos Quadrinhos - Festival Internacional de Quadrinhos - HQ Fest (Indaiatuba) - Santos Criativa Festival Geek |
| Fanzine                      | Credo (que delícia) Rebeca Prado | - Akelatriz (Cora Rufino - Coralina) - Asfixiofilia (Felipe Nunes) - Cabal 10 (Clodoaldo Cruz) - CatZine (Fafá Jaepelt) - Múltiplo (André Carim) - O Puro Creme do Milho (Rodrigo Dias) - Peibê ano V nº 6 (Beralto) - Subúrbio (Floreal) - Zine Ninguém Comeu meu Brócolis (Julhelena) |
| Cartunista / Caricaturista   | Carol Andrade | - Alexandre Cozza Ferreira (Lorde Lobo) - Bira Dantas - Carlos Henrique Guabiras - Carol Ito - Cival Einstein - Gabriel Renner - Gilmar Machado - Omar Viñole - Rodrigo Brum |
| Lançamento independente      | Saudade Melissa Garabeli e Phellip Willian | - Agente Sommos (Flávio Luiz Nogueira) - Artemisia 1: o Muiraquitã Original (Ton Lima, Francélia Pereira e Wesllei Manoel) - Maré Alta (Flávia Borges) - Martírio de Joana Dark Side (Wagner Willian) - O Bar do Pântano (e Outras Desgraças) (Felipe Tazzo e Daniel Sousa) - QuackRanger (Alexandre Dal Gallo) - Quadrinhos Fantásticos de Silvio Ribeiro (Silvio Ribeiro) - Sinistra #1 (coletivo organizado por Hector Lima) - Tinta Fresca (Digo Freitas e Vinicius Gressana)                        |
| Web quadrinho                | Armandinho Alexandre Beck | - A Entediante Vida de Morte Crens (Gustavo Borges) - Bolha de Tinta (Bruna Morgan) - Coelho Nero (Omar Viñole) - Kung Fu Ganja (Davi Calil) - Malvados (André Dahmer) - Mentirinhas (Fabio Coala) - PoliticasHQ (Coletivo Feminino de Quadrinhos Políticos) - Ryot IRAS (Ryot) - Will Tirando (Will Leite) |
| Colorista                    | Cris Peter Astronauta: Entropia | - Fabi Marques (Jimmy Boy) - Marcel Bartholo (O Santo Sangue) - Marcelo Maiolo (Cable e outras ilustrações) - Mariane Gusmão (Desafiadores do Destino) - Melissa Garabeli (Saudade) - Natalia Marques (Adagio) - Omar Viñole (Meninos e Dragões) - Raphael Salimena (Vagabundos no Espaço) - Thais Linhares (Princesas em Greve e Outros) |